# 阿蘇ヶ嶽寅吉
阿蘇ヶ嶽 寅吉（あそがたけ とらきち、1890年2月17日 - 1942年9月21日）は、熊本県熊本市出身で八角部屋、雷部屋、再度八角部屋に所属した力士。本名は田尻 虎吉。170cm、97kg。最高位は東小結。

## 経歴
吉田司家の紹介で入門。1908年5月初土俵、序二段優勝と三段目優勝を記録し、1915年1月十両昇進。1916年5月に入幕し、1921年1月には小結に昇進した。小兵だが食い下がって鋭く寄るか押す地味ながら正攻法の取り口で、時に鋭い投げも見せた。1924年5月に廃業した。

## 成績
- 幕内16場所54勝71敗26休9分2預
- 関取20場所69勝79敗26休9分3預
- 通算34場所
- 各段優勝：三段目優勝1回、序二段優勝1回

### 場所別成績
| 1908年 （明治41年） | （前相撲）           | （前相撲）                  |
| 1909年 （明治42年） | 東序ノ口20枚目 –     | 西序二段54枚目 –            |
| 1910年 （明治43年） | 東序二段筆頭 –       | 西序二段7枚目 優勝 5–0      |
| 1911年 （明治44年） | 西三段目30枚目 –     | 西三段目12枚目 優勝 4–0 1預 |
| 1912年 （明治45年） | 東幕下36枚目 –       | 東幕下53枚目 –              |
| 1913年 （大正2年） | 西幕下24枚目 –       | 西幕下14枚目 1–3            |
| 1914年 （大正3年） | 東幕下29枚目 –       | 東幕下15枚目 4–1            |
| 1915年 （大正4年） | 西十両12枚目 3–2     | 東十両7枚目 3–2             |
| 1916年 （大正5年） | 東十両5枚目 5–1      | 西前頭15枚目 0–0–10         |
| 1917年 （大正6年） | 西十両3枚目 5–2 1預  | 東前頭14枚目 5–5            |
| 1918年 （大正7年） | 西前頭10枚目 3–4–3   | 西前頭13枚目 4–6            |
| 1919年 （大正8年） | 西前頭11枚目 2–8     | 西前頭13枚目 6–3 1分        |
| 1920年 （大正9年） | 西前頭4枚目 7–2 1分  | 東前頭筆頭 6–2 1分1預       |
| 1921年 （大正10年） | 東小結 2–8           | 西前頭4枚目 2–7 1分         |
| 1922年 （大正11年） | 西前頭12枚目 4–6     | 西前頭10枚目 7–1 2分        |
| 1923年 （大正12年） | 東前頭6枚目 4–5 1預  | 西前頭4枚目 1–7–2 1分       |
| 1924年 （大正13年） | 西前頭11枚目 0–8 2分 | 東前頭14枚目 引退 0–0–11    |
| 各欄の数字は、「勝ち-負け-休場」を示す。 優勝 引退 休場 十両 幕下 三賞：敢=敢闘賞、殊=殊勲賞、技=技能賞 その他：★=金星 番付階級：幕内 - 十両 - 幕下 - 三段目 - 序二段 - 序ノ口 幕内序列：横綱 - 大関 - 関脇 - 小結 - 前頭（「#数字」は各位内の序列） |                      |                             |

- 幕下以下の地位は小島貞二コレクションの番付実物画像による。

## 改名
錦山　虎吉→明（あきらか）　虎吉（1909年6月場所-）→阿蘇ヶ嶽　梶右エ門（1919年1月場所-）→阿蘇ヶ嶽　寅吉（1924年1月場所-）